# Юбилейная медаль «30 лет Советской Армии и Флота»
Юбилейная медаль «30 лет Советской Армии и Флота» учреждена Указом Президиума ВС СССР от 22 февраля 1948 года в ознаменование 30-й годовщины Советской Армии и Флота. Автор рисунка медали — художник Н. И. Москалев.

## Положение о медали
Юбилейной медалью «30 лет Советской Армии и Флота» награждаются все генералы, адмиралы, офицеры, старшины, сержанты, солдаты и матросы, состоящие к 23 февраля 1948 года в кадрах Вооружённых Сил СССР, МВД и МГБ.
Юбилейная медаль «30 лет Советской Армии и Флота» носится на левой стороне груди и при наличии других медалей СССР располагается после юбилейной медали «XX лет Рабоче-Крестьянской Красной Армии».
По состоянию на 1 января 1995 года юбилейной медалью «30 лет Советской Армии и Флота» награждено приблизительно 3 710 920 человек.
Одно из последних награждений состоялось 31 августа 2021 года в Санкт-Петербурге.

## Описание медали
Юбилейная медаль «30 лет Советской Армии и Флота» изготовляется из латуни и имеет форму правильного круга диаметром 32 мм.
На лицевой стороне медали — погрудное профильное изображение В. И. Ленина и И. В. Сталина. В нижней части медали — рельефная надпись «XXX».
На оборотной стороне медали надпись — по окружности: «В ОЗНАМЕНОВАНИЕ ТРИДЦАТОЙ ГОДОВЩИНЫ», в центре: «СОВЕТСКОЙ АРМИИ И ФЛОТА» и дата «1918—1948».
Края медали окаймлены бортиком. Все надписи и изображения на медали выпуклые.
Медаль при помощи ушка и кольца соединяется с пятиугольной колодкой, обтянутой шёлковой муаровой серой лентой шириной 24 мм. Посередине ленты широкая красная полоска шириной 8 мм, по краям ленты узенькие красные полоски шириной по 2 мм.

## Иллюстрации

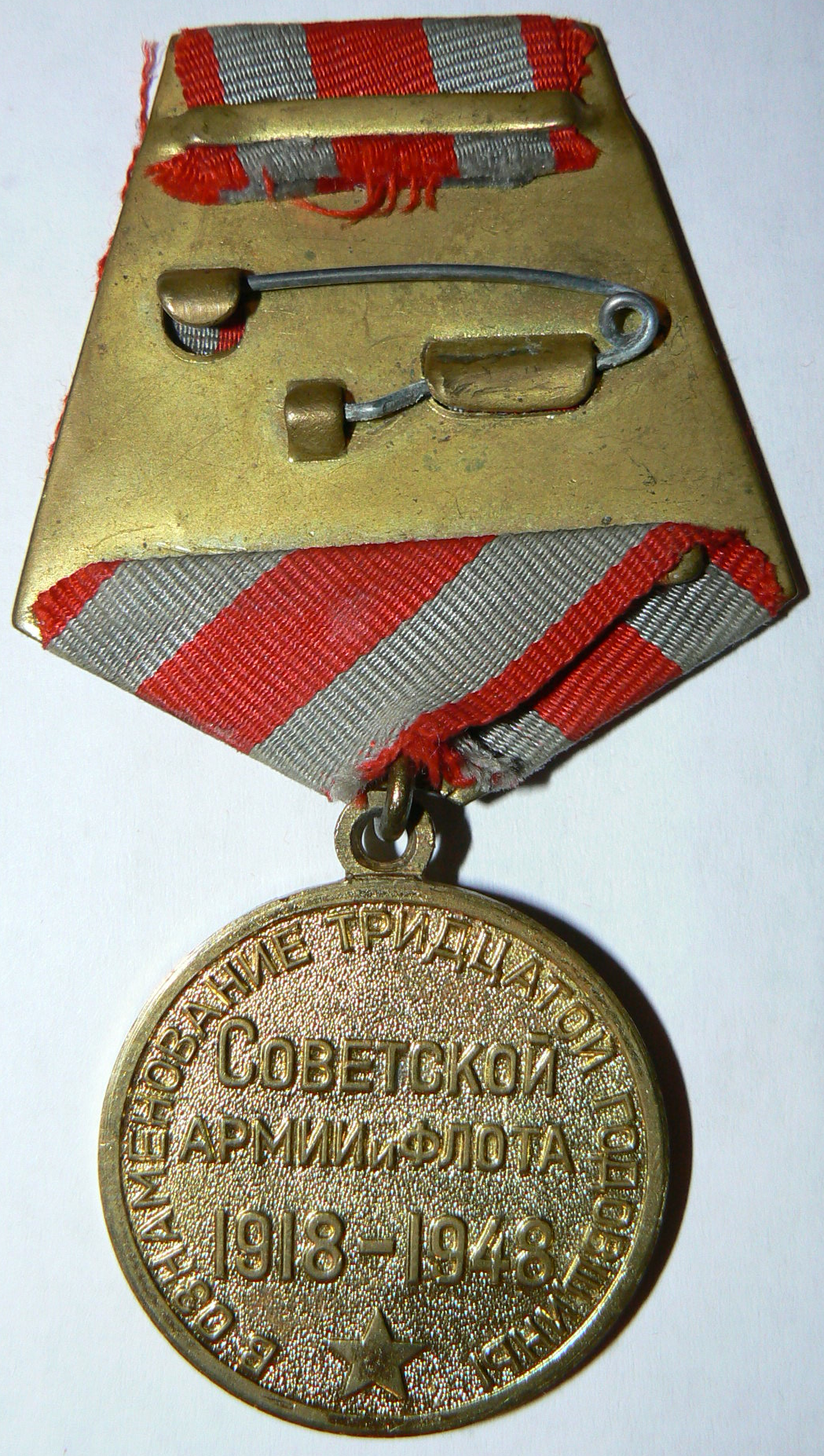
Реверс медали
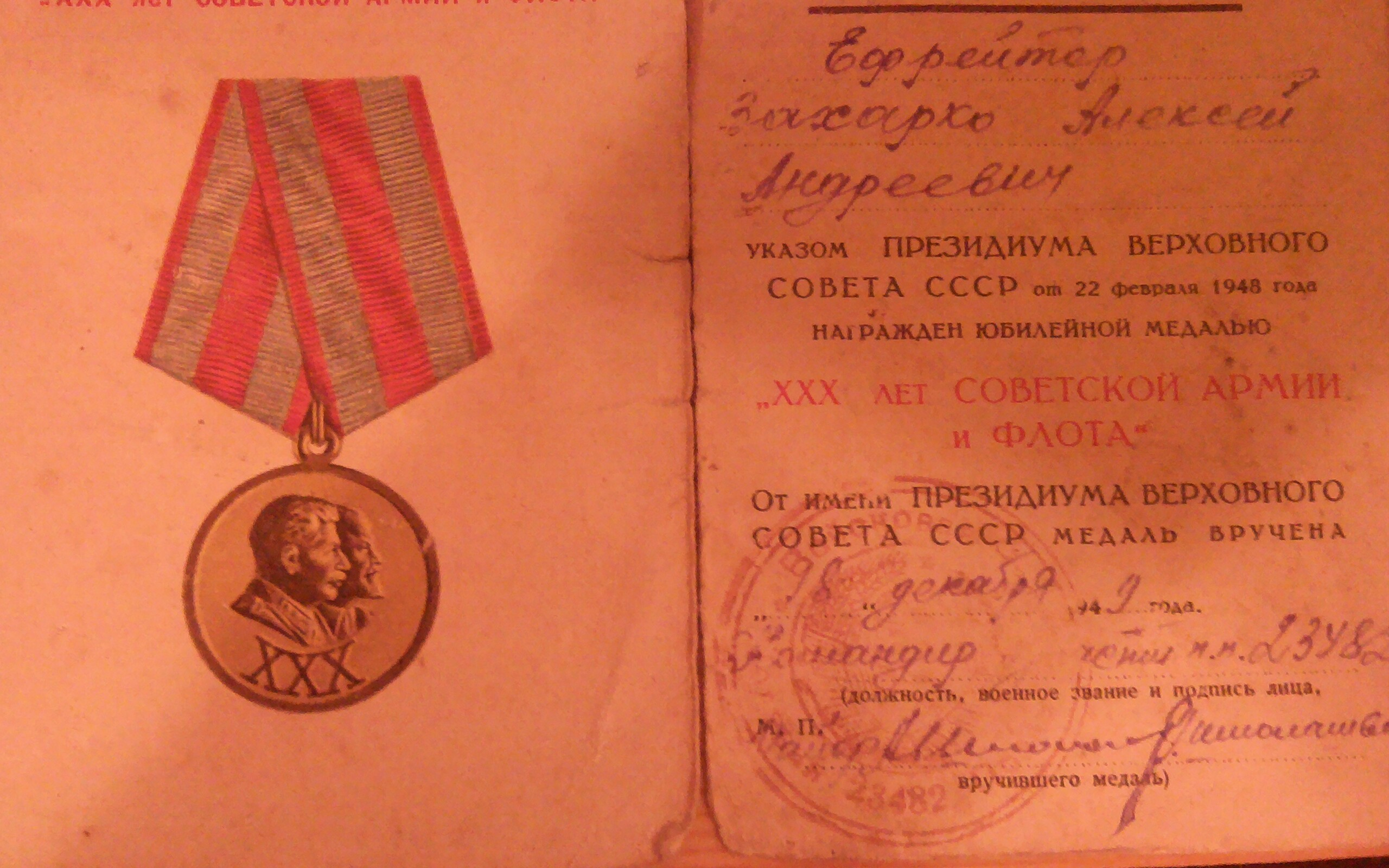
Удостоверение к медали